# Cleora nausori
Cleora nausori là một loài bướm đêm trong họ Geometridae.